# Traditionelle afrikanische Musik
Traditionelle afrikanische Musik ist eine unscharfe Bezeichnung für die in Subsahara-afrikanischen Ländern gespielte Musik, die als nicht oder nur gering von Musikstilen außerhalb der Region beeinflusst gilt. Das Wort „traditionell“ konstruiert einen Gegensatz zu akkulturierter Musik und setzt eine mehr oder weniger historisch unverändert gebliebene afrikanische Musik voraus, die von den seit der europäischen Kolonialzeit hinzugekommenen Einflüssen unterscheidbar ist. Tatsächlich ist die Musik Afrikas seit jeher durch regionalen Kulturaustausch und Weiterentwicklung, Veränderungen unterworfen und häufig nicht einzelnen Ethnien zuzuordnen. Zum anderen wird durch eine solche Unterscheidung der starke Einfluss der arabischen Musik vernachlässigt, während der westliche Kulturimport aus einem eurozentrischen Blickwinkel überbetont wird. Die kolonialzeitliche Musik der Kapverdischen Inseln wurde durch südamerikanische, karibische, portugiesische und westafrikanische Einflüsse geprägt und die ältere Musik Madagaskars wurde zuerst von Südostasien beeinflusst.
Eine Einteilung in klassische Musik und Unterhaltungsmusik ist eine europäische Kategorisierung und für Afrika nicht anwendbar. Es gibt die nach ihrem Verwendungszweck unterschiedene höfische Musik der Königtümer, rituelle Musik und Unterhaltungsmusik der breiten Bevölkerung, womit Afrikaner jedoch nicht zwangsläufig eine Wertung verbinden. Mit Trommeln gespielte komplexe Rhythmen sind nur ein Aspekt der afrikanischen Musik, von ebensolcher Bedeutung ist eine mündlich überlieferte Gesangstradition. Nach dem Vorkommen bestimmter Musikinstrumente und Spielweisen lassen sich einzelne Stilregionen abgrenzen.

## Charakterisierung

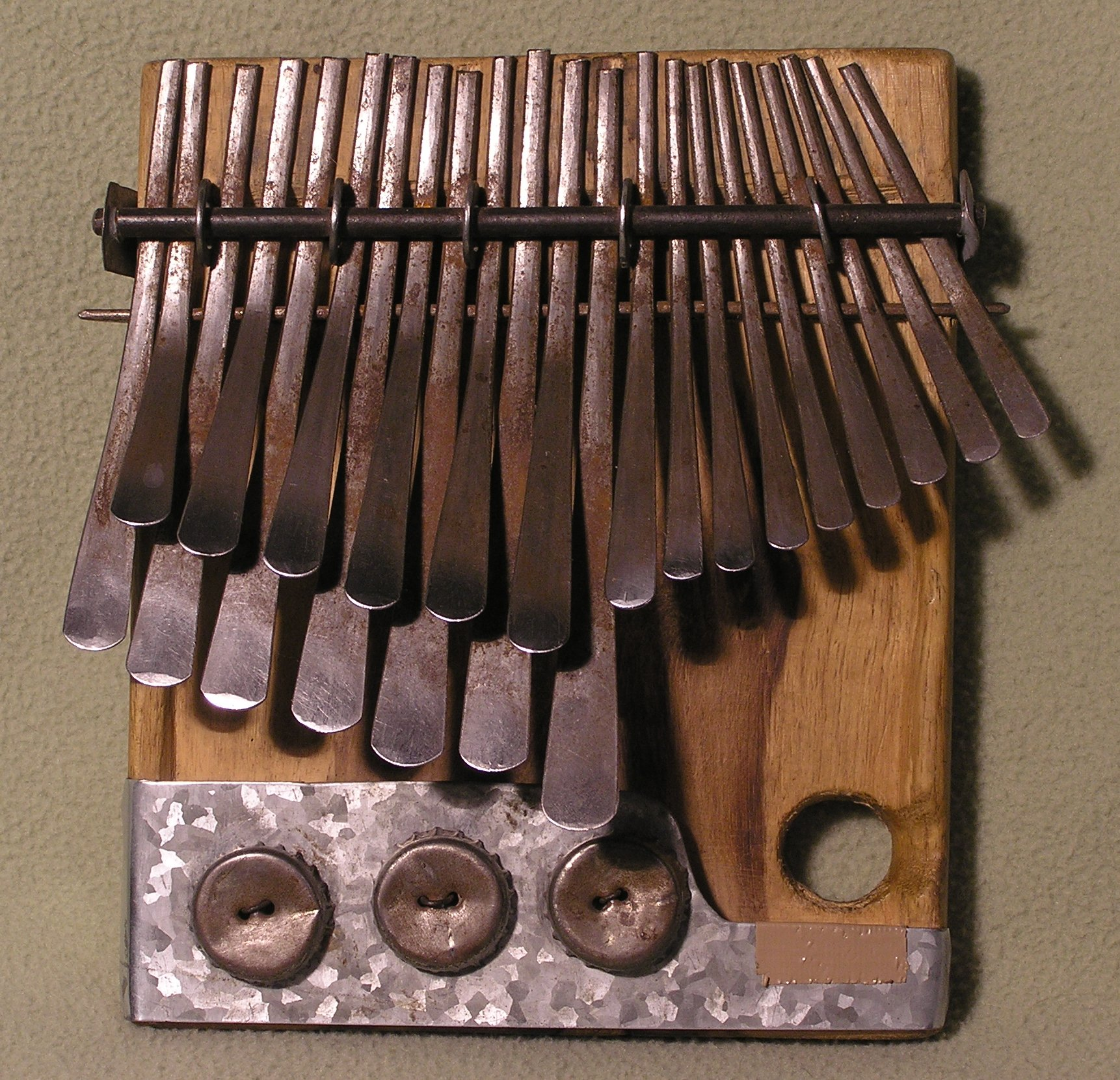
Mbira Dza Vadzimu

Viele afrikanische Sprachen sind Tonsprachen, in denen die Tonhöhe zur Unterscheidung von Bedeutung benutzt wird, und so können Tonfolgen in Vokalmusik dem Sprachton unterworfen sein. Zudem können Zuhörer aus instrumentalen Tonfolgen bedeutungsvolle Texte heraushören. Afrikanische Musik und afrikanischer Tanz gehören untrennbar zusammen; viele afrikanische Sprachen benutzen für Musik und Tanz dasselbe Wort. Ein der Bedeutung des Begriffs „Musik“ genau entsprechendes Wort ist im überlieferten Vokabular der afrikanischen Sprachen nicht vorhanden. In einem breiteren Kontext bezeichnet etwa Swahili ngoma jede Art von gemeinschaftlichem Tanz und Musik sowie regional bestimmte Trommeltypen. Für das Konzept ngoma ist die gemeinschaftliche Aktion wesentlich. Zusammen mit gewissen Elementen aus der europäischen Musiktheorie wurde auch der Begriff „Musik“ – teilweise in einer anderen Bedeutung – in manche afrikanische Sprachen eingeführt, im Swahili etwa als muziki.
Geschichten-Erzählen, Masken, Musik und Tanz stehen in Schwarzafrika immer im Zusammenhang mit einem gesellschaftlichen Ereignis. Die dabei zu hörende Musik kann nicht einfach verändert werden, denn sie gehört ursächlich zur jeweiligen Feier oder dem Ritual. Entsprechend vielfältig sind die Formen, welche festgelegt und allen bekannt sind. Eine Improvisation eines Trommlers würde beispielsweise auf Unverständnis stoßen. Varianten sind jedoch keineswegs untersagt, sondern in einem bestimmten Umfang sogar gefordert, besonders, um in der Aufführungssituation auf bestimmte Reaktionen der Beteiligten eingehen zu können. Diese Variationen müssen sich jedoch in Grenzen halten, da die Sprache der Instrumente sonst unverständlich wird.
Ein wichtiger Bestandteil der afrikanischen Musik ist die Wiederholung. Musiker und Beteiligte können so beim Zuhören tief in die Musik „eintauchen“ und mitunter tranceartige Zustände erreichen. Erst so – durch das lange Beibehalten des Patterns – kann die Musik im ganzen Umfang verstanden werden.
Bei allen Ereignissen von Bedeutung und sogar bei alltäglichen Verrichtungen spielt Musik eine zentrale Rolle. Ein Fest muss abgesagt werden, wenn der entsprechende Musiker verreist oder krank ist.
Afrikanische Trommeln können regelrecht singen und sprechen. Die musikalischen Patterns sind oft aus der Sprache entstanden. Die einzelnen Trommelschläge eines Rhythmus-Pattern müssen sich in ihrer Tonhöhe bzw. in ihrer Klangfarbe klar unterscheiden, ansonsten bleiben sie unverständlich und ohne Sinn. Mit den sogenannten Talking Drums, die oft jahrelanges Training benötigen, können ganze Wörter und Sätze mitgeteilt werden.
Historische Forschungen haben gezeigt, dass sich afrikanische Musikkulturen durchweg dynamisch entwickeln. Daher spiegelt der Begriff der „ursprünglichen afrikanischen Musik“ lediglich eine romantische Vorstellung des Westens wider und wird heute zur Erhöhung des Marktwertes afrikanischer Musik im Westen gebraucht, entbehrt aber sachlich jeder Grundlage. Gerd Grupe bezeichnet diejenigen Stile afrikanischer Musik, die sich infolge kolonialer Einflüssen vom Alltag und von den Ritualen bestimmter Ethnien abgelöst haben und teils auf importierte Instrumente zurückgreifen, aber noch nicht über Tonträger oder andere Medien vermarktet werden, als „neotraditionelle“ Musik.

### Stilgebiete
Gemeinsam ist den afrikanischen Musikstilen der unmittelbare Ausdruck und die Kommunikation von Emotionen der Sänger und Tänzer. Darüber hinaus sind Afrikas Kulturen jedoch zu verschieden, um Gemeinsamkeiten für den ganzen Kontinent zu benennen. Verschiedene Tonsysteme, Musiken in Verknüpfung mit Kult, Repräsentation, dörflichen Festen, städtischer Unterhaltung, seit Anfang des 20. Jahrhunderts eine kommerzielle Musik-Industrie (Schellack-Platten) existieren jeweils unter lokal verschiedenen Bedingungen.
Afrikanische Musik ist selten „ethnisch“ in einem strengen Sinn, also starr an eine bestimmte ethnische Gruppe gebunden, sondern eher regional determinierbar. Eine grobe Einteilung in Stilgebiete unterscheidet die Khoisan im südlichen Afrika vom bantusprachigen Zentral- und Südafrika und den mehr oder weniger islamisch-arabisch beeinflussten Regionen Nordafrikas einschließlich Teilen Ost- und Westafrikas. Die Musik der Khoisan hat wiederum die der Xhosa beeinflusst, insbesondere deren Obertongesang (unngqokolo), der auch Naturgeräusche imitiert.
Eine feinere Einteilung hat Alan Lomax mit Hilfe statistischer Auswertungen von Schallaufnahmen entwickelt, doch weist er darauf hin, dass insbesondere der Gesangsstil zahlreiche transkulturelle Gemeinsamkeiten aufweist, die allerdings bei Khoisan und Pygmäen nicht anzutreffen sind. Die Entwicklung und Verwendung der Instrumente war eher von naturräumlichen Bedingungen geprägt; beispielsweise war sie bei Holztrommeln an das Vorhandensein großer Bäume oder bei den gespannten Felltrommerln der Xhosa an die Verfügbarkeit großer Rinderhäute gebunden.
Handel und Islamisierung führten zu einem starken Einfluss der arabischen Musik in großen Teilen der Sahelzone und Ostafrikas. Zu den aus dem arabischen Raum übernommenen Elementen gehört vor allem die einsaitige Fidel in Gestalt einer Schalenspießlaute (zum Beispiel goge in Westafrika, zeze in Ostafrika). In Ostafrika erstreckt sich der arabisch-islamische Einfluss bis zum Malawisee und zur Küste Mosambiks und in die Provinz Katanga im Osten des Kongo. In diesen einzelnen Regionen trifft der arabische Einfluss auf die afrikanische Xylophonmusik (vgl. mbila). Umgekehrt wirkte die Musik Schwarzafrikas weit nach Marokko und in den Sudan hinein.
In Westafrika kann man die stark rhythmische, tanzbare Musik der Küste und des Regenwalds (z. B. die Trommelmusik der Malinke in Guinea und Gambia) von der Musik der Mande sprechenden Bevölkerung des Savannenraums unterscheiden (z. B. Malis). Die dort lebenden Völker der Hausa, Bambara, Mossi, Kanuri, Fulani und Songhai kennen seit dem 14. Jahrhundert die Kunst der freirhythmischen Improvisation und die pentatonische Tonleiter. Ihre Musik ist langsamer, komplexer und durch in Kaskaden verlaufenden Sololinien gekennzeichnet.
Ein besonders starker arabischer Einfluss, vermengt mit afrikanischen, indischen und europäischen Elementen, prägt den zur ostafrikanischen Swahili-Gesellschaft gehörenden Musikstil Taarab, der vor allem auf Sansibar und Pemba gepflegt wird. Der instrumentale Taarab wird mit einem großen Orchester und mehrheitlich den Instrumenten der klassischen ägyptischen Musik (takht) aufgeführt. Die Melodien basieren auf in Vierteltönen oder noch feiner abgestuften arabischen Tonfolgen (maqamat). Ein verwandtes kleineres Ensemble, gefördert von der berühmten Taarab-Sängerin Siti binti Saad (1880–1950) in den 1930er Jahren und um die Mitte des 20. Jahrhunderts populär geworden, heißt kitaarab (ki-, verkleinerndes Präfix) oder kidumbaki („kleine dumbak“, arabische Bechertrommel). Es enthält mehr afrikanische Elemente und wird bevorzugt mit einer Violine und nicht im Taarab vorkommenden Instrumenten gespielt: einem Teekistenbass sanduku, kleinen tönernen Bechertrommeln kidumbak und Gefäßrasseln cherewa.

## Spiritueller Charakter der Musik
Traditionelle afrikanische Religionen sind häufig animistisch. Alles gilt als beseelt: Tiere, Pflanzen und die unbelebte Natur. Die übernatürliche, unsichtbare Welt der Geister ist eng mit der natürlichen Welt verbunden und vor allem durch die Musik (der Ton ist „immateriell“) kommunizieren die beiden Welten miteinander. Die zu befragenden Geister verstehen nicht die Wortsprache, aber die mit ihr eng verwandte Musiksprache. Bei allen bedeutenden Ereignissen des gesellschaftlichen Lebens (Geburt, Initiation, Beschneidung, Heilung, Hochzeit, Ernte, Jagd, Opfer, Amtseinführung von geistlichen und weltlichen Machthabern, Begräbnis usw.) werden die Geister und Ahnen befragt, beschworen und gnädig gestimmt.
Auch in islamischen Regionen ist der Umgang mit Musik als einer spirituellen Kraft stark von tradierten animistischen Praktiken beeinflusst.

## Soziale Funktionen
Musik kann in afrikanischen Kulturen zu ganz verschiedenen Zwecken zum Einsatz kommen. Beispiele für soziale Funktionen von Musik sind:
- Lernen in der Initiationsschule: Die Initianten lernen mit Hilfe von Musik kognitive Inhalte ihrer Kultur
- Repräsentation weltlicher Herrscher: Königstrommeln und -trompeten (wie die lange Trompete kakaki bei den Hausa) verkörpern soziales Ansehen und politische Autorität.
- Durchführung von Totenritualen (z. B. der Bira durch Stella Chiweshe)
- Begleitung der Mythen, Legenden und Chroniken der Preissänger
- Musik zum Tanz – bis hin zu „säkularisierten“ Formen afrikanischer Rockmusik, vor allem in Städten
- Musik zur Entspannung, Erholung, Unterhaltung, als Schlaflieder
- Musik zur Nachrichtenübermittlung durch Nachrichtentrommeln

## Einige Musikinstrumente

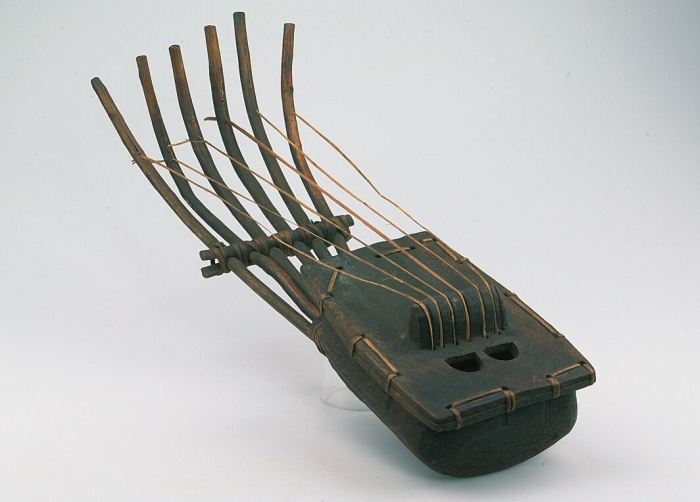
Sechssaitiger Pluriarc lukombe am Kongo. 63 cm lang. Tropenmuseum, Amsterdam, vor 1907

Manche Musikinstrumente sind für eine bestimmte Ethnie oder eine bestimmte Kulturtradition charakteristisch. So wird z. B. die mbira dza vadzimu von den Shona für die Kontaktaufnahme mit den Ahnen und zur Unterhaltung verwendet, andere Lamellophone dienen ausschließlich der Ahnenverehrung. Die Bechertrommel djembé ist hingegen ein unspezifisches Musikinstrument, das in der Popularmusik Westafrikas weit verbreitet ist und in der internationalen Popmusik den Ruf genießt, typisch afrikanisch zu sein. Die Spießlaute kam wohl im 17./16. Jahrhundert v. Chr. aus Westasien zuerst nach Ägypten.
Einige Instrumententypen lassen sich einer bestimmten Region zuordnen, so sind Stegharfen nur in Westafrika und Bogenharfen nur in einem bestimmten Gebiet von Zentral- und Ostafrika verbreitet. Mit dem Bogen gestrichene Schalenspießlauten kommen dagegen in beiden Regionen vor, etwa die goge in der Sudanregion und die zeze in Tansania. Häufig sind Musikinstrumente als Kulturimporte erkennbar. Einen beträchtlichen Einfluss auf die Musik Westafrikas im 19. Jahrhundert und in der ersten Hälfte des 20. Jahrhunderts übten die von afrikanischen Sklaven aus der Karibik mitgebrachte quadratische Rahmentrommel gumbe und die mit ihr gespielte Musik aus.
Saiteninstrumente:
- Harfen: Stegharfen kora, bolon und seperewa, Winkelharfe ardin, Bogenharfen kundi, adungu, ennanga
- Spießlauten (der Saitenträger ist ein einfacher Stiel, der durch einen Resonanzkörper aus Holz, eine Kalebasse oder z. B. einen Schildkrötenpanzer hindurchgesteckt wird): endingidi, goge, imzad, masinko, zeze
- Binnenspießlauten (der Stiel endet im Innern des Resonanzkörpers): gimbri, tidinit, ngoni, xalam, keleli
- Halslauten: ramkie
- Leiern: krar, litungu
- Zithern: Stabzither isankuni, Plattstabzither zeze, Röhrenzither valiha,  Halbröhrenzither segankuru, tshidzholo (obsolet), Brettzither bangwe, Schalenzither inanga, ligombo, Kerbstegzither mvet, in Westafrika Rahmenzithern
- Mundbögen: umrhubhe (Saite gestrichen), mtyangala (gezupft), umqangala (gezupft oder geschlagen), xizambi (Bogenstab gerieben)
- Musikbögen mit ungeteilter Saite: gora (Saite angeblasen), Pluriarc; mit Stimmschlinge: dende; frühe Form: Erdbogen

Trommeln:
- Bechertrommeln: djembé (jembe)
- Rahmentrommeln: gumbe (quadratisch)
- Sanduhrtrommeln: dundun (Yoruba), tama (Wolof)
- Röhrentrommeln: sabar (Wolof), ghoema (Südafrika)
- Reibtrommeln: ingungu (Südafrika)

Idiophone:

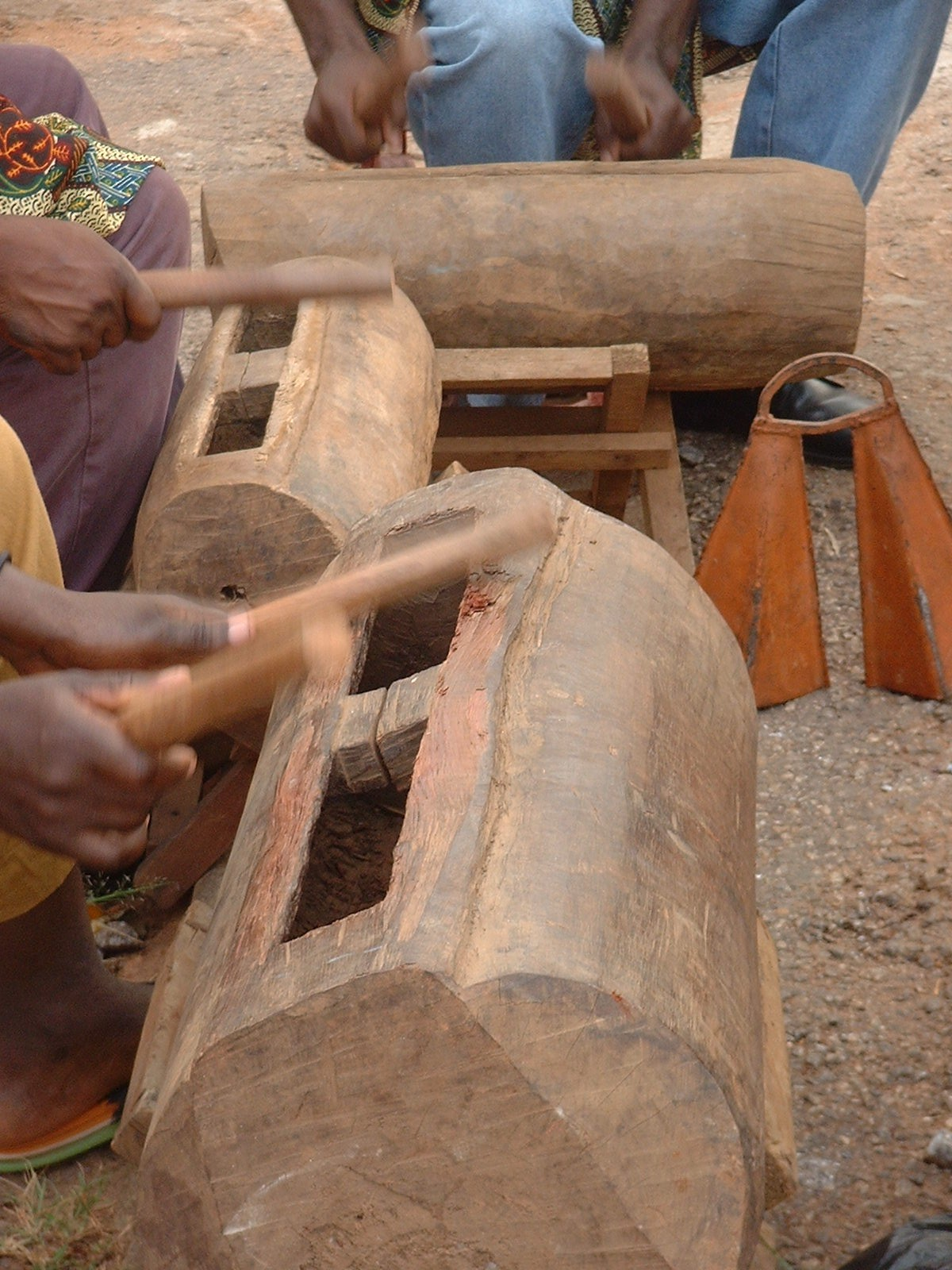
Hohlschlitztrommeln der Bamileke, West-Kamerun

- Lamellophone: mbira, darunter mbira dza vadzimu, ferner kalimba, likembe, kadongo, nsansi
- Xylophone: amadinda, balafon, mbila, mendzan, valimba
- Handglocken: gankogui
- Schlitztrommeln
- Rasseln: Floßrassel kayamba
- Schrapinstrumente: ferrinho (eiserner Schrapstab, Kapverden)

Blasinstrumente:
- Doppelrohrblattinstrument: algaita
- Querflöten in Ostafrika: ibirongwe, chivoti, ludaya
- Längsflöten ohne Fingerlöcher: igemfe, hindewhu (Eintonflöte)
- Längsflöten mit Fingerlöchern: oja (Kerbflöte), yua (Kerbflöte), ombgwe (Kombination aus Längsflöte und Gefäßflöte)
- Naturtrompeten oder Naturhörner längs geblasen: kakaki, waza; quer geblasen: Kuduhorn, phalaphala, amakondera
- Doppelrohrblattinstrumente: nzumari

## Tonskalen
Zumeist werden pentatonische oder heptatonische Tonskalen verwendet; die Intervallgröße ist regional verschieden und weicht von der europäischen temperierten Skala teilweise stark ab. Das Melos ist vorwiegend engstufig und fallend; kleinere Intervalle herrschen vor. Kurze Motive werden häufig wiederholt, variiert oder sequenziert. Das Stimmideal beim Singen ist überwiegend heiser und rau guttural, bis hin zu schrillen Schreien.
Mit verschiedenen Instrumenten können die Tonalitäten der jeweiligen afrikanischen Sprachen imitiert werden.

## Rhythmus

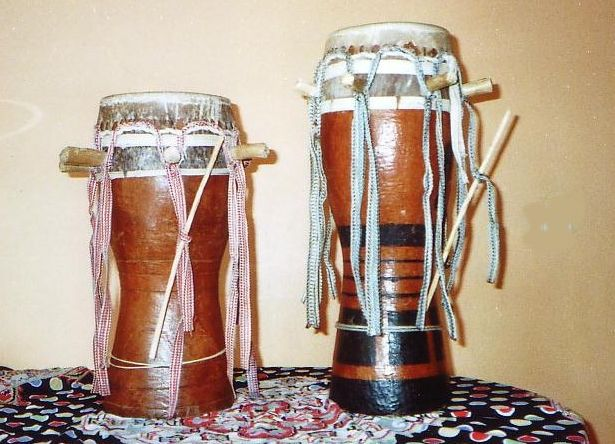
Zwei Sabar-Trommeln aus dem Senegal

Die traditionelle Musik insbesondere Westafrikas weist eine Vielzahl komplexer Perkussionsrhythmen mit Synkopen und Cross-beats auf. So kann z. B. ein identisches rhythmisches Pattern gespielt und gegen sich selbst so verschoben werden, dass die Akzente nicht zusammenfallen. Im Extremfall werden vier Rhythmen miteinander kombiniert (Polyrhythmik). Dabei gibt es in vielen afrikanischen Sprachen gar kein Wort für Rhythmus; der Rhythmus ist elementare Lebensäußerung und Körperausdruck. Viele regionale Tänze zeichnen sich durch spezifische Rhythmen aus. So hat die Musik der Wolof einen eigenen Rhythmus, der auf die Musik der Serer zurückgeht, bei denen die Schmiede zugleich Trommelmeister waren. Das Wort sabar bezeichnet zugleich unterschiedlich große einfellige Standtrommeln, einen Tanzrhythmus, eine Musikform und ein traditionelles Fest der Wolof. Meist wird der Tanz von einem Griot, einem Geschichtenerzähler, begleitet.
Die Perkussionsmusik der Yoruba verwendet die in Westafrika weit verbreitete Sanduhrtrommel dundun. Mit ihr kann die Tonalität der Yoruba-Sprache nachgeahmt werden („talking drum“). Die Tanzrhythmen der Yoruba erlangten wegen der Verschleppung vieler Angehöriger dieser Nation als Sklaven erheblichen Einfluss auf die kubanische und brasilianische Musik und flossen in die afrikanische Popularmusik, insbesondere den Highlife und den Jùjú ein.

## Neo-traditionelle afrikanische Musik
Als neo-traditionell bezeichnet man Musikformen, die kontinuierlich aus älteren Formen hervorgegangen sind und nur wenigen westlichen Einflüssen unterliegen, aber dennoch stärkere Veränderungen erfahren haben als rituell oder zeremoniell gebundene Formen, weil sie reinen Unterhaltungszwecken dienen.
Unter dem Einfluss amerikanischer Gospel- und europäischer Kirchenmusik entstand bereits vor 1900 die Musik der Zulu-Wanderarbeiter, die Rhythmus, Harmonie und Melodie in ausgewogener Form verbindet. Sie geriet lange Zeit in Vergessenheit und wurde um 1980 wiederentdeckt. Der mehrstimmig-harmonische a cappella-Gesang der Männer wird als Isicathamiya („Anschleichen“) bezeichnet. Da diese Musik tief in der Sozialorganisation und im Glaubenssystem der Zulu verankert ist und ihre soziale Funktion – die Stärkung des Gemeinschaftsgefühls und der Ausdruck von Macht und Maskulinität – wichtiger ist als die Unterhaltungsfunktion, kann sie als weitere Spielart neo-traditioneller afrikanischer Musik angesehen werden.
Auch die neotraditionelle Chormusik der Tswana und Sotho knüpft sowohl an traditionell-religiöse als auch an christliche Traditionen an. Dabei werden traditionelle, aber auch moderne Instrumente genutzt wie die dreiseitige Katara (Gitarre), das Akkordeon und die Ölfasstrommel.
In gewisser Weise bildet die Globalisierung einen Schutzfaktor für den Erhalt der akustischen afrikanischen Musik. Gerade die europäische Nachfrage nach den „alten“ Klängen ohne elektrische Verstärkung bietet auch Traditionalisten eine Chance. Dies gilt insbesondere für die westafrikanische Musik.

## Diskographie
- Anthology of Music of Black Africa in drei CDs. 1: Sonar Senghor & his troupe: Lost Africa. Tradition 1997 (Aufnahmen der frühen 1950er Jahre)